# منتجع حديقة كهوف كارتر العامة
منتجع حديقة كهوف كارتر العامة (بالإنجليزية: Carter Caves State Resort Park)‏؛ هي مجموعة من الكهوف التي تقع في مقاطعة كارتر في الولايات المتحدة. وهي إحدى الحدائق العامة في ولاية كنتاكي.

## السياحة
تعد «منتجع حديقة كهوف كارتر العامة» إحدى مواقع الجذب السياحي في مقاطعة كارتر في ولاية كنتاكي الأمريكية.